# ライオット
ライオット（RIOT）は、アメリカ合衆国出身のヘヴィメタル・バンド。
米国産メタルの最初期から活動するグループの一つ。2012年、唯一の創設メンバーであった主宰マーク・リアリが死去して活動停止状態にあったが、残されたメンバーの意向によりバンド名を「ライオット V（ファイブ・RIOT V）」に改名して活動を再開した。

## 来歴
活動期間が非常に長く、極めてメンバー・チェンジの激しいバンドであること、またメンバー構成(特にヴォーカリスト)によって音楽性も少しずつ異なるため、ヴォーカリストの在籍期間ごとに区切って記載する。バンドによる「Phase one: Guy Speranza; phase two: Rhett Forrester; phase three: Tony Moore; phase four: Mike DiMeo. And now phase five: Todd Michael Hall」との説明があるため、そちらにも準拠する。各パートごとの詳しい在籍期間は#メンバーを参照。

### 第1期:結成～ガイ・スペランザ時代（1975 - 1981）
1975年頃ニューヨーク・ブルックリンでギタリストのマーク・リアリ とドラマーのピーター・ビテリを中心に結成された。当初はキーボード・プレイヤーを含む5人編成であったが、後にプロデューサー、スティーヴ・ローブ(後にこのバンドのマネージメントも兼任する人物)の提言によりギタリスト2人の編成へと変化する。
1977年に、スティーヴ・ローブが主宰していた「Fire Sign」なる個人レーベルから1stアルバム『ROCK CITY 』をリリース。このアルバムは翌1978年に日本でも『怒りの廃墟』という邦題でリリースされ、特に現在に至るまで彼らの代名詞的と目される楽曲「Warrior」は「幻の叫び」という邦題でシングル・カットされ、更にアイドル歌手の五十嵐夕紀によって「バイ・バイ・ボーイ」なるタイトルでカヴァーもされた。リアリにとっても「当時日本で人気を博したことは予想外だった」との事で、その後も日本とは何かと関係が深く、現在に至るまで日本は彼らの主要なマーケットの1つでもある（この1stアルバムには「Tokyo Rose」なる楽曲もある）。
1979年にキャピトル・レコードからリリースされた2ndアルバム及びそのアルバムに収録されているインストゥルメンタル・チューンのタイトル『NARITA』は日本の成田国際空港にまつわる、いわゆる「成田闘争」に由来している。この曲も、「Warrior」と並び彼らの代表曲の1つであり、また数あるHM/HRのインスト・チューンの中でも特に知名度が高い楽曲の1つでもある。
この頃の楽曲は、コード・ワークによるギター・リフ中心のアメリカン・ハードロックがメインではあるが、前述の「Warrior」、「Narita」をはじめ、後にファンから「ライオット節」と呼ばれることになる、ツイン・リードギターによって奏でられる、アメリカのバンドらしからぬ独特の哀愁を帯びた叙情的なメロディが既に見られる。また、後々に至るまで良くも悪くもこのバンドのトレードマークとなる、頭部のみアザラシでそれ以外が人間という謎のキャラクター、「ジョニー」が1stアルバムからずっとアルバム・ジャケットに登場している(数枚の例外あり)。『NARITA』のアートワークはヴォーカリスト、ガイ・スペランザ が足を広げてかがみ、口をとがらせている写真に酷似している(日本をモチーフにしたタイトルからか、力士のようでもある)が、ジョニーのモデルはバンドのローディであったMike"Mighty" Tiorであり、彼は『ROCK CITY』というファンサイトを運営していたこともある。Tiorとジョニーについては、伊藤政則が『ROCK CITY』再発CDのライナー・ノーツに「笑いがこぼれるほどそっくりだった」と記述している。
1980年、ジューダス・プリースト、レインボー、スコーピオンズなどのバンドと共に、第1回モンスターズ・オブ・ロックへの出演を果たした。
1981年、エレクトラ・レコードに移籍して3rdアルバム『FIRE DOWN UNDER』をリリース。同アルバムはBillboard 200で99位を記録し、母国アメリカにおいて唯一のトップ100入りを果たした。しかし、スペランザが「ツアーに疲れた」との理由で脱退。後任には、地声を活かした個性的なハイ・トーン・ヴォーカルを得意とするスペランザとはタイプが異なり、中音域のブルージーな歌唱を得意とするレット・フォリスター が加入した。この時点で、既にリアリ以外のオリジナル・メンバーは1人もいなくなってしまった。

### 第2期:レット・フォリスター時代（1981 - 1984）

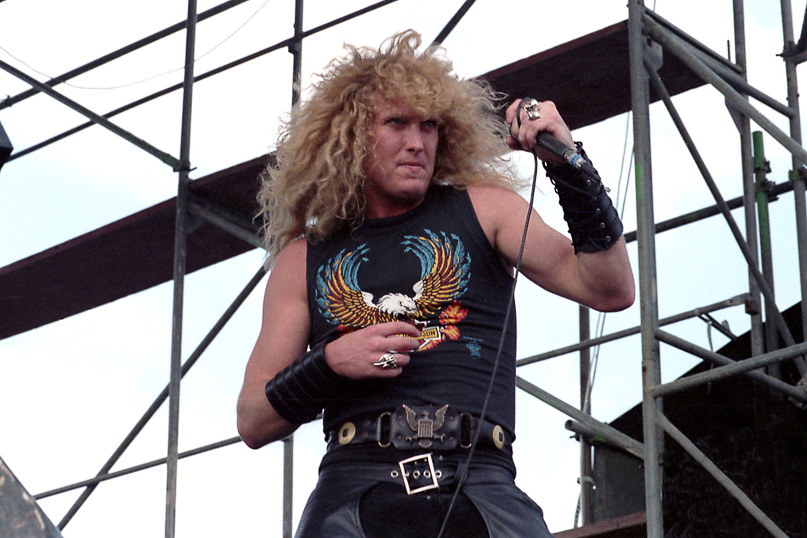
レット・フォリスター(Vo) 1984年

フォリスターを迎えて製作された1982年発表の4thアルバム『RESTLESS BREED』ではフォリスターの歌唱スタイルに合わせたのか、ブルーズ色の強い楽曲が大半を占め、叙情的なメロディは後退した。この音楽性の急変故か、このアルバムは前作ほどの商業的成功を収めることはできず、契約消化のためにミニ・ライヴアルバム『RIOT LIVE』をリリースした後、「Elektra」との契約は打ち切られ、次作『BORN IN AMERICA』のリリース(1983年)はカナダのインディーズ・レーベル「Quality Records」からとなった。本作はフォリスター時代の作品であるが故か、前作同様評価も注目度も低い。しかし特にリアリ作の楽曲は本来の叙情的なメロディを取り戻しており、フォリスターの声質が上手く「ライオット節」に合致し、この時代の音楽性を最も好むとまでいうファンも存在する。しかしながら、これ以降活動は停滞し、遂にバンドは解散してしまった。

### 解散～復活前夜（1984 - 1986）
この解散時期は、後にマーク・リアリがBURRN!のインタビューで語ったところによると、RIOT名義で活動を続ける限り、マネージメントとの理不尽な契約に縛られてしまうため、それを回避するための偽装解散であったという。この時期、リアリはテキサスに渡り、地元のバンド・S.A.SLAYER（スレイヤーとは無関係）のメンバーである、スティーヴ・クーパー(ヴォーカル)、ドン・ヴァン・スタヴァン(ベース)、デイヴ・マックライン(ドラムス;現マシーン・ヘッド)と共にNARITAという名義で活動した。当時の音源として「The Feeling is Gone」「Liar」「Thundersteel」の3曲が収録されたラジオ局向けのデモ・テープが存在する。なお1988年に結成された同名のデンマーク出身のハードロックバンドとは無関係。
こうした活動を続けていたリアリの元に、1986年、『FIRE DOWN UNDER』以降のドラマー、サンディ・スレイヴィンから再結成の話が持ち掛けられ、リアリはS.A.SLAYER～NARITAのベーシスト、ドン・ヴァン・スタヴァンを伴って、スレイヴィンのいるLAに向かう。こうして、リアリ、スレイヴィン、スタヴァンに、ヴォーカリストにハリー・コンクリンを加えて「RIOT」名義での再結成が実現し、ツアーを行った。この再結成ツアーには後にレット・フォリスターが合流した。このツアーでは、新曲として「Sign of the Crimson Storm」が演奏されている。

### 第3期:トニー・ムーア時代（1986 - 1992）
こうして再結成を果たしたものの、リアリとの音楽的方向性の違いからスレイヴィンが脱退、フォリスターら他のメンバーもバンドを去り、リアリ、スタヴァンの2人だけとなってしまったが、線は細いがメタリックなハイ・トーン・ヴォーカルが特徴のトニー・ムーアが加入、ライオン等の活動で知られるドラマー、マーク・エドワーズを迎えて再結成アルバムのレコーディングが開始された。ドラマーには結局、エドワーズに代わりJUGGERNAUTなるプログレ/スラッシュメタルバンドでプレイしており、後にハルフォード、セバスチャン・バック、その他様々なアーティストとの共演でも知られることになるボビー・ジャーゾンベクが加入し、リアリ、スタヴァン、ムーア、ジャーゾンベクというメンバーで1988年、再結成第一弾アルバム『THUNDERSTEEL』がリリースされた。
本作リリース当時はスラッシュメタルやパワーメタルなどの攻撃性と疾走感を前面に押し出したヘヴィメタルが人気を博しており、その影響からか、本作はこれ以前と比べて哀愁のメロディは保ちつつ、スピード感、攻撃性は全く異なるサウンドとなった。その衝撃的な内容に、それまでのファンは変化に驚きつつ、そのクオリティにも驚いた。新たにスピードメタルを求めていたファンも獲得し、『Burrn!』誌やFM番組『POWER ROCK TODAY』等の人気投票で軒並み上位を獲得するなど、日本のメタルファンの中で大きな地位を築く事になる。『THUNDERSTEEL』の裏ジャケットには、アザラシがスーパーマンのような格好で登場しており、彼はここで初めて"Johnny"と名付けられている（但し海外盤のみで日本盤CDにはいない）。当時、世界に数台しかない最新機器を使用し制作が行われたが、上手く使いこなすことができず予想よりも軽い音で仕上がった事を後にトニー・ムーアは語っている。この年には、ムーア、リアリ、スタヴァン、ジャーゾンベクの4人編成で全米ツアーなどを行った。
1989年には『THE PRIVILEGE OF POWER』をレコーディングし、その後に2人目のギタリストとしてマイク・フリンツが加入した。このことに関しリアリは「昔の曲を演奏するにはもう一人ギタリストが必要だった」と来日時のインタビューで語っている。1989年12月、この5人編成で初来日公演が実現し、当時未発表であった新しいアルバムから「Metal Soldiers」と「Storming the Gates of Hell」を演奏した。来日後の1990年『THE PRIVILEGE OF POWER』がリリースされた。このアルバムは、ジョー・リン・ターナーやタワー・オブ・パワーなど多彩なゲストが参加していたが、大胆なホーン・セクションの導入や、曲間に挿入された、長いものだと1～2分以上にも渡るSE等実験的な要素が多く、当時物議を醸した。
同年6月、早くも2度目の来日公演が実現するが、この来日を前にスタヴァンが脱退、後任にはジャーゾンベクと共にプログレメタル・バンドSPASTIC INKのメンバーでもある、ピート・ペレスが加入。
1991年、キーボード・プレイヤー兼バック・ヴォーカリストとしてマイク・ディメオが加入、バンドは一時的に6人編成となる。

### 第4期:マイク・ディメオ時代（1992 - 2008）

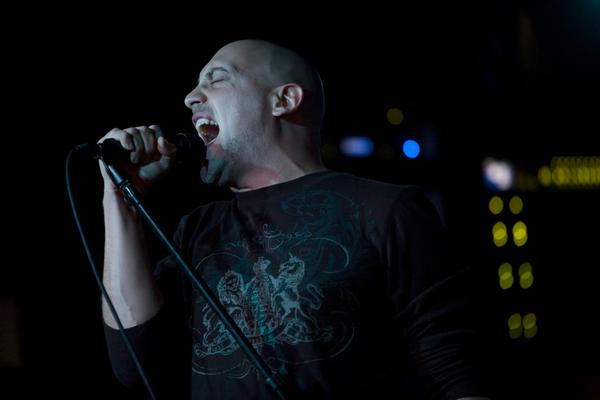
マイク・ディメオ(Vo)

1992年、ビジネス面での対立によりトニー・ムーアが脱退してしまい、急遽ディメオをリード・ヴォーカルに転向(その後もスポット的にキーボードの演奏は行った)させて、1993年、再結成後3枚目となる『NIGHTBREAKER』をリリース。スタジオ・アルバムではバンド史上初めて、アザラシ「ジョニー」がジャケットに登場しなかった(リンク先のジャケット写真はドイツ盤)。これ以降の音楽性は、基本的には『THUNDERSTEEL』の延長線上のパワーメタルであるが、ムーアとは全くスタイルが違い、中音域寄りでややハスキー、かつ湿った声質のディメオのヴォーカルのため、またリアリの作曲パートナーがパワーメタルを得意としていたスタヴァンではなくなった事もあり、攻撃性は薄れた。更に1990年代前半頃から始まったグランジ/オルタナティヴの隆盛など、正統派ヘヴィメタルに対する逆風の吹き荒れる時代の趨勢も相俟って、アルバム自体の話題、セールス等でも全盛期を超えることはできていない。アルバムのリリース後、ジャーゾンベクが脱退。後任には前TNTのジョン・マカルーソが加入。1994年、3度目の来日公演を行う。しかしスケジュールの都合などで十分なリハーサルが行えず、さらに大規模なツアーに慣れていないディメオの歌唱の不調などが重なり、3度の公演とも非常に完成度の低いパフォーマンスを見せてしまった。前任のトニー在籍時の楽曲を一切演奏しなかったことも、ファンの不興を買ってしまった。その公演は雑誌「BURRN!」の1994年の読者投票での「BORE」(良くなかった、残念だった出来事)にランクインされたほどであった。
1995年、『THE BRETHREN OF THE LONG HOUSE』をリリースしたものの、サウンド・プロダクションを巡って、デビュー当時からずっとバンドに関わってきたプロデューサー兼マネージャー、スティーヴ・ローブとの確執が表面化するなど、音楽面以外でも様々なトラブルに見舞われてしまい、中心人物であるリアリが音楽活動に集中できる環境であるとは言い難い状況となっていた。1996年、4度目の来日公演を行う。その後スティーヴ・ローブとの決別を経て、ゼロ・コーポレーションへと(日本以外ではメタル・ブレイド・レコーズ)移籍した。
1997年、ドラマーにジャーゾンベクが復帰してアルバム『INISHMORE』、及びEP『ANGEL EYES』をリリース。1998年、5度目の来日公演を行い、同年その模様を収録したライヴ盤『SHINE ON』をリリース。
1999年、『SONS OF SOCIETY』をリリースするも、直後にジャーゾンベクがハルフォードに引き抜かれてしまい再脱退した。ツアーではパット・マグラスが代役を務めた。このアルバムに伴うツアーでは来日公演は実現しなかった。
2000年、元レインボー、ブラック・サバス等のドラマー、ボビー・ロンディネリを迎え、ジャーゾンベクの予定に空きが出るのを待ったが、結局活動のめどは立たず、2002年、『THROUGH THE STORM』をリリース。その後ロンディネリは脱退し、後任にVIRGIN STEELE、HOLY MOTHER(当時)のメンバーであるフランク・ギルクライストが加入。
2005年、6度目の来日公演を行い、ヴォーカリストをTHE LIZARDS(ボビー・ロンディネリのバンド)の活動の為参加できなかったディメオに代わり、ギルクライストと共にHOLY MOTHERのメンバーだったマイク・ティレリが務めた。
2006年、『ARMY OF ONE』をリリース。ここではディメオがヴォーカリストを務めたが、2007年、7度目の来日公演では再びティレリがヴォーカリストを務め、ディメオ時代には再現できなかった「Dance Of Death」等のムーア時代の楽曲を披露し往年のファンを狂喜させた。2007年末、ディメオは掛け持ち加入していたマスタープランに専念する為に正式に脱退(マスタープランもアルバム1枚で脱退)。以前より度々参加していたマイク・ティレリの正式加入があったが、すぐに後述の「THUNDERSTEEL REUNION」の企画が立ち上がったため、活動することなく脱退した。

### 再結成第3期:8808 THE THUNDERSTEEL REUNION（2008 - 2009）
2008年、『THUNDERSTEEL』20周年を記念して同アルバムリリース当時のメンバーが再集結してアルバムをリリースする、と発表。ムーア、リアリ、スタヴァン、ジャーゾンベクという『THUNDERSTEEL』『THE PRIVILEGE OF POWER』のレコーディング・メンバーにフリンツを加えた5人（初来日時のメンバー）でアルバムの制作を開始。2009年6月にはこのメンバーでテキサス・サンアントニオでライヴを行い、新曲「Wings are for Angels」を始め、ムーア時代の曲を中心に披露し、その後「Sweden Rock Festival」などのイベントに参加した。しかし、旧公式サイトの管理人"6th Member"による「Reunionには関われない」とのホームページへの書き込みなど、以前の関係者とリユニオン側の関係者との間に何らかの確執があった様子も窺える。
2009年10月、8度目の来日公演が実現、それに先駆けて同年同月『THUNDERSTEEL』『THE PRIVILEGE OF POWER』がデジタル・リマスタリングを施されて再リリースされた。この2枚のアルバムには当初ボーナス・トラック追加の予定があったようだが、実現しなかった。
この日本公演中に、ムーア自身による「アタラシイ・レコード・ハルニデマス」との日本語のアナウンスがありファンは期待を寄せたが、今後の活動方針をめぐって意見が対立し、ムーアは再脱退しFAITH AND FIREに専念すると発表された。

### ムーアの復帰からリアリの死去まで（2009 - 2012）
ムーア脱退を受けてバンドは後任のヴォーカリスト探しを始めたものの結局決まらず、2010年9月にムーアが復帰した。2011年に東日本大震災のチャリティアルバムとしてアヴァロン・レーベルよりリリースされた『ONE FOR ALL, ALL FOR ONE』に2009年の来日時に披露した新曲「Wings are for Angels」を収録。11月にはアルバム『IMMORTAL SOUL』を発表した。
2012年1月11日、リーダーのマーク・リアリがクモ膜下出血を発症して昏睡状態となる。バンドは予定されていた公演をリアリ抜きの編成で行うが、リアリは回復することなく、長年患ってきたクローン病の合併症により1月25日に死去。遺族の意向もあり、ライオット名義での活動に終止符が打たれた。トニー・ムーアは既に活動する意欲を失っていたため脱退した。

### 第5期:RIOT V（2013 - 現在）
リアリの死後しばらくは活動する意欲を失っていたメンバーだったが、バンドは残りのメンバーでの活動継続への道を模索し始める。2013年、トニー・ムーアの後任として様々なヴォーカリストを調査した結果、トッド・マイケル・ホールが加入。そして、これまでバンドを牽引してきたマーク・リアリに敬意を表して「RIOT V (ファイブ)」と改名(日本でのみレコード会社の意向によりRIOT名義のまま)した上での活動継続を発表。

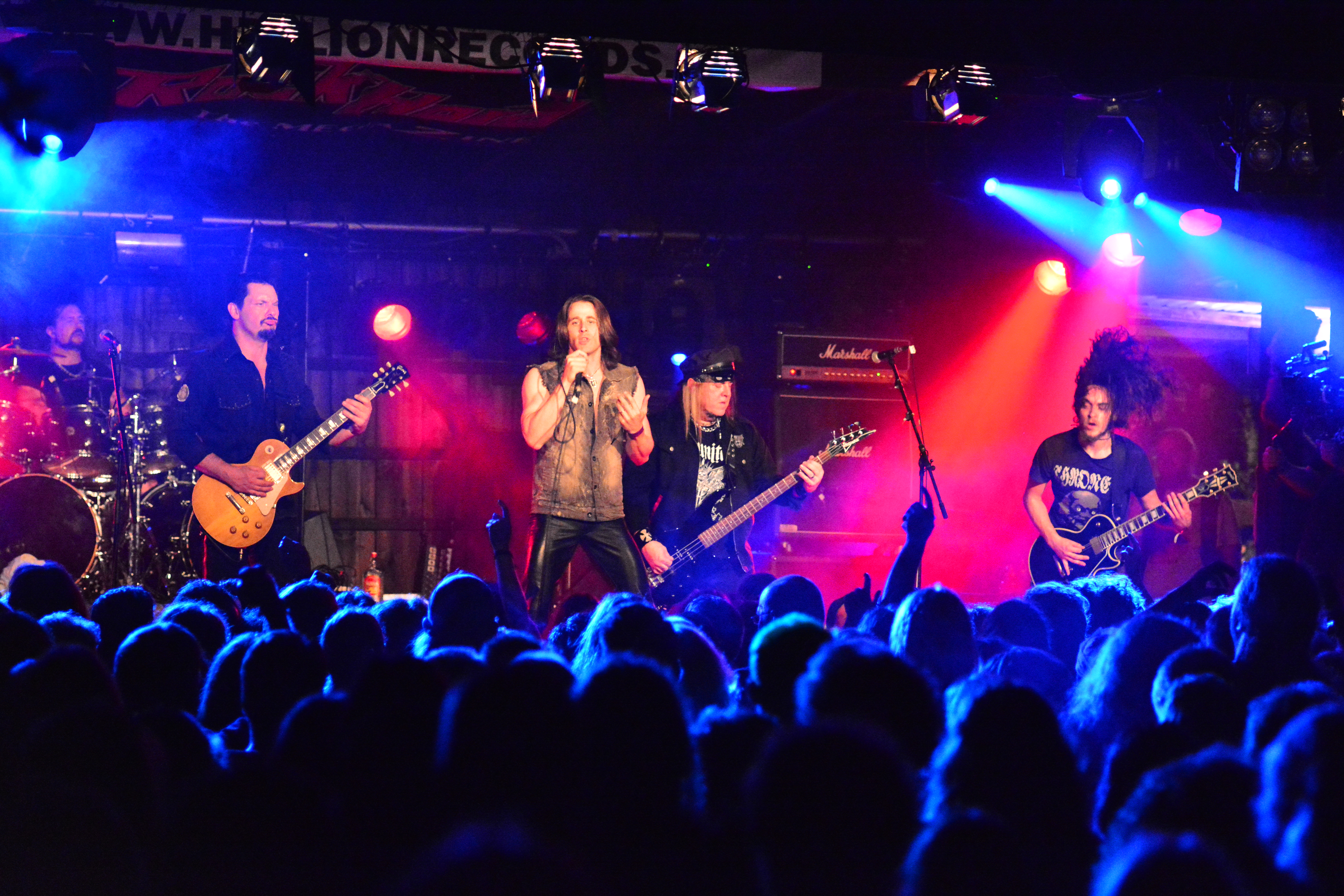
再始動ツアー:ドイツ・ブランデ＝ヘルナーキルヒェン公演（2014年7月）

2014年1月、空席だった2人目のギタリストとして、26歳(当時)のニック・リーが加入。また、ボビー・ジャーゾンベクは多忙のため活動に参加できず、バンドはジャーゾンベクの予定が空くのを待たずに、代役として『ARMY OF ONE』でドラムスを担当したフランク・ギルクライストが復帰した（ジャーゾンベク脱退の正式発表はなかった）。その後、ヨーロッパで数公演を行い、新曲「Metal Warrior」を披露した。2014年8月、マーク・リアリ没後初のアルバムとなる『UNLEASH THE FIRE』を日本先行リリース。10月、「LOUD PARK 14」へ出演し9度目の来日公演を行う。89年の来日公演での思い出について歌った「Land Of The Rising Sun」や、ムーア在籍時には決して演奏されず、その再脱退以降レパートリーに加わったディメオ時代の楽曲「Angel Eyes」などを1時間弱のステージで披露した。その後、アメリカ、ヨーロッパなどで新アルバムがリリースされたが、音質が日本盤とは異なる他、ボックス仕様のジャケットにミニ・ポスターが付属するなどの違いがある。日本盤ボーナス・トラックと謳った「Thundersteel(Live)」は海外版にも収録されている。
2015年3月13日、ニューヨークで行われたフェスティバルに出演した際、過去に在籍していたL.A.クヴァリス、リック・ヴェンチュラがゲストとして参加した。4月25日、ドイツで行われた「Keep It True Festival」に出演した際、会場にて1000枚限定で初のトリビュートアルバム『THUNDER AND STEEL DOWN UNDER』が販売され、その後6月に一般販売された。9月に10度目の来日として単独公演を行い、全公演でL.A.クヴァリスが帯同し、「Tokyo Rose」、「Rock City」、「Warrior」の3曲で共演した。最終日の川崎公演ではニューアルバムが出て以降セットリスト落ちしていた「Metal Soldiers」、「Still Your Man」を含む27曲が演奏され、ファンを沸かせた。なおアンコールの「Land of the Rising Sun」の演奏前に、二階席にいた伊藤政則が紹介された。
2016年、ツアーの合間に新しいアルバムのレコーディングを行うと発表。8月の南米ツアーでは、Moon Toothの活動の為参加できなかったニック・リーの代役として、Lance Barnewoldが参加し、また10月初旬に行われたテキサスでの各公演では、Joey Villalobosが参加した。10月9日「LOUD PARK 16」へ出演のため11度目の来日。ゲストにリック・ヴェンチュラを迎えて3rdアルバム『FIRE DOWN UNDER』の完全再現が実現した。
近年はメタル界から離れていた元メンバーのトニー・ムーアがYouTube上でのインタビューに応じ、新しいメタルバンドの結成を発表。自身はボーカルとベースを担当する。また『IMMORTAL SOUL』制作時にお蔵入りになった楽曲が多数あることを明かし、Riotの新作に収録される可能性を示唆した。
2017年、バンドのドキュメンタリー『FIGHT OR FALL』を製作し、ガイ・スペランザ時代を取り上げた第一部をマーク・リアリの誕生日である6月7日に公開。Metal Blade Recordsより1998年のライヴアルバム『SHINE ON』が再発売し、ボーナスディスクとして98年1月31日の来日公演を収録したDVDが付属。9月に秘蔵ライブ音源を集めた公式ブートレグボックスの第一弾を、11月には第二弾をリリース。同じく11月、ドキュメンタリー『FIGHT OR FALL』の第二部を公開。
2018年3月、88年のアルバム『THUNDERSTEEL』の発売30周年を記念し12度目の来日公演を実施。前後2部構成で、1部では当時未発表の新曲「Armor of Light」、「Messiah」を初披露。2部では『THUNDERSTEEL』の完全再現を行った。2日目のアンコール「Warrior」では、LOUDNESSのベーシストである山下昌良がゲスト参加。公演の模様は映像化のため11台のカメラにより撮影された。
4月、Nuclear Blastへ移籍後初のアルバム『ARMOR OF LIGHT』をリリース。30周年の『THUNDERSTEEL』を意識し、スピード感あふれる内容となった。5月、ドキュメンタリー『FIGHT OR FALL』の第三部を公開。

9月、「METAL WEEKEND 第3弾」と題してLOUDNESSとのダブルヘッドライナーによる13度目の来日公演が実現。約90分のセットの中で、新譜の『ARMOR OF LIGHT』から、前回の来日で演奏されなかった「Victory」、「Caught in the Witches Eye」、「Angel's Thunder, Devil's Reign」、「Heart of a Lion」の4曲を披露。アンコールの「Warrior」ではLOUDNESSから、二井原実と山下昌良がゲスト参加した。

同じく9月、レア音源集の第一弾『Archives Volume 1: 1976-1981』が発売。デビュー前の未発表曲や、アルバム『NARITA』のラフミックスなどを収録。例年10月に開催されていた「LOUD PARK」へ出演し、黄金期を支えたメンバーであるトニー・ムーアとボビー・ジャーゾンベクをゲストに招き、『THUNDERSTEEL』の完全再現を行うと予告していたが、2018年はLOUD PARK自体の開催が見送られたため実現しなかった。11月、『THUNDERSTEEL』の30周年記念盤がリリース。1988年に4人編成で出演したテキサスでのフェスティバルの模様や、2009年の来日公演の一部映像などを収録したDVDが付属。
2019年2月、レット・フォリスター在籍時のラフミックスを中心に収録したレア音源集の第二弾『Archives Volume 2: 1982-1983』が発売。続いて6月には第三弾『Archives Volume 3: 1987-1988』が発売。

8月、2018年3月に撮影した『THUNDERSTEEL』30周年記念ライヴの映像を発売。3月11日(2日目)の映像を中心に、初日のみの演奏だった2曲も収録。さらに、1981～1988年にかけて出演したアメリカ国内でのライヴ音源を収録した公式ブートレグボックスの第三弾が発売。8月半ばより行われたヨーロピアンツアーにおいて、近年定番化していたセットリストの入れ替えが行われ、「Bring the Hammer Down」等の初演奏曲や、「Storming the Gates of Hell」、「49er」等の近年演奏していなかった曲も披露された。 10月、クラブチッタの開場30周年記念イベントの最終章「Hard Rock Revolution - Vol.11」として14度目の来日公演。二部構成前半はバンド史上初のアコースティックセットとなり、定番曲とともに「In Your Eyes」、「Until We Meet Again」が披露された。後半の通常セットでは、先のヨーロピアンツアーに準じたセットリストであったが、近年「Angel Eyes」以外演奏されることがなかったマイク・ディメオ在籍時の曲が披露されたこともあり、大いに湧いた。また初日公演の「49er」演奏前には、40年前の同日にアルバム『NARITA』がリリースされたことが明かされた。11月、夏に引き続きヨーロピアンツアーを行い、10月5日のテッサロニキ公演では過去に在籍したハリー・コンクリンがゲストとして参加し、『THE TYRANT SESSIONS』にも収録された「Magic Maker」等を披露した。また、10月8日のマンハイム公演では、クラシックセットとして「Restless Breed」や「Gunfighter」などのレッド・フォリスター在籍時の曲も含む初期の名曲が多数披露された。同じく11月、レア音源集の第四弾『Archives Volume 4: 1988-1989』が発売。一方、近年は時折ゲスト参加する機会がある初期に在籍したギタリストのL.A.クヴァリスとリック・ヴェンチュラの二人が新バンド「Riot Act」を結成。81年『FIRE DOWN UNDER』収録曲「Swords & Tequila」のカバーでデビューした。
2020年3月、Metal Blade Recordsよりレア音源集『Rock World (Rare & Unreleased 87-95)』が発売。3月28日、折柄世界的に流行していた2019新型コロナウイルスにより、L.A.クヴァリスが死去した。11月、レア音源集の第五弾『Archives Volume 5: 1992-2005』が発売。1996年の日本公演の模様を収録したDVDが付属。
2022年4月、テキサスにて2年半ぶりにライブ活動を再開。ニック・リーの代役としてLance Barnewoldが参加した。同じく4月、リック・ヴェンチュラ率いるRiot Actがアルバム『CLOSER TO THE FLAME』をリリース。
2024年5月、6年ぶりの新アルバム『MEAN STREETS』をリリース。日本盤限定として、2018年に出演した「METAL WEEKEND」での公演の模様を収録した各種ディスク、及び過去のレア音源を収録したCDが付属。

7月、15回目の来日公演を実施。2日間、異なるセットリストのもと、20日は「Riot祭2024」と題し、ヘッドライナーとして出演。「LOUDSTORM」、「Valentino Francavilla」が前座を務めた。「Warrior」では山下昌良(LOUDNESS)とValentino Francavillaがゲスト参加した。21日は「RIOT after RIOT」と題し単独公演を実施。日本初演奏の曲も含む初日とは全く異なるイレギュラーなセットリストで観客を沸かせた。

## メンバー
（2021年1月時点）

### 現ラインナップ
- トッド・マイケル・ホール (Todd Michael Hall) - ボーカル (2013- )
- マイク・フリンツ (Mike Flyntz) - ギター (1989- )
- ニック・リー (Nick Lee) - ギター (2014- )
- ドン・ヴァン・スタヴァン (Don Van Stavern) - ベース (1986-1990, 2008- )
- フランク・ギルクライスト (Frank Gilchriest) - ドラムス (2003-2008, 2014- )

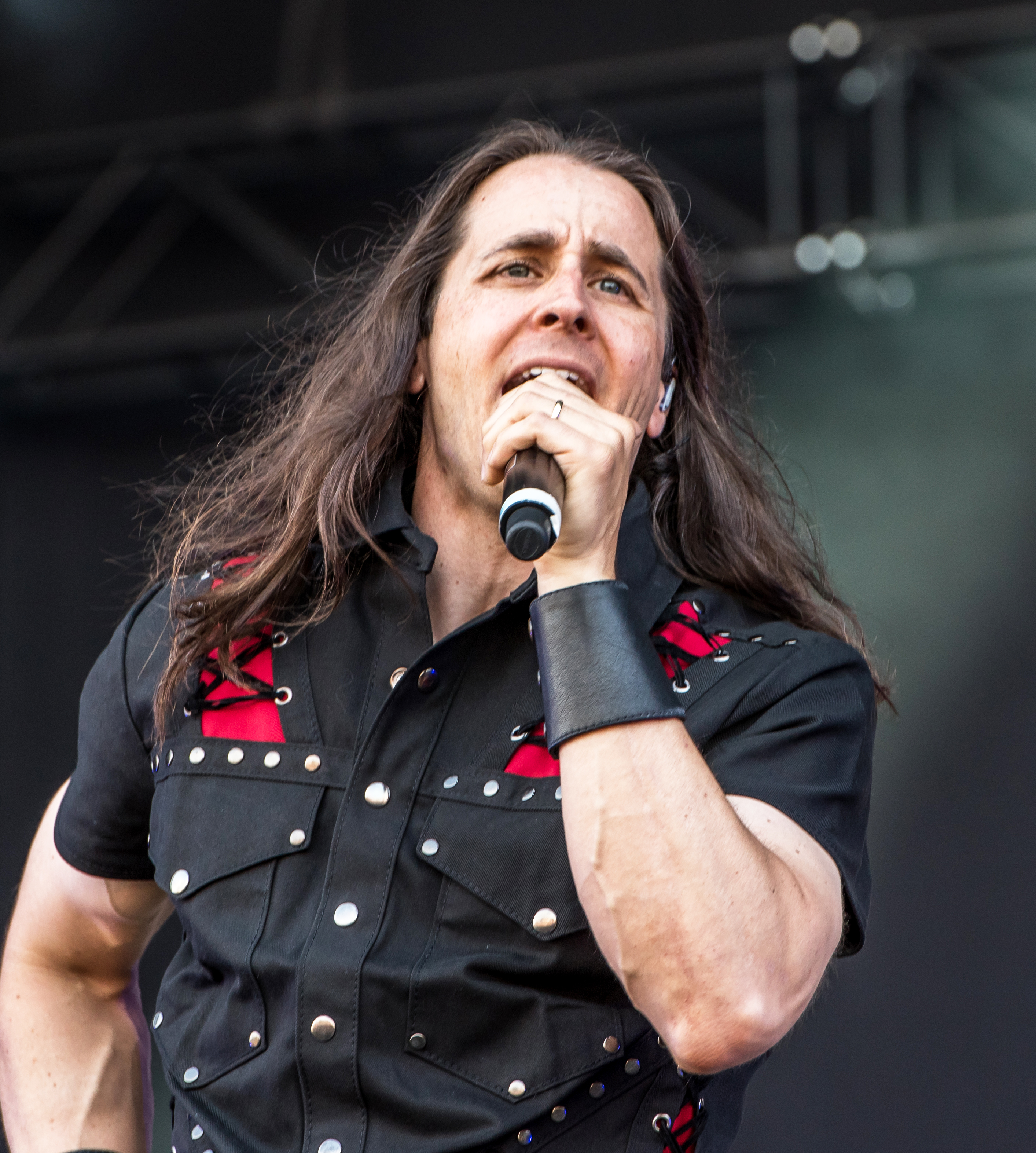
トッド・マイケル・ホール(Vo) 2018年
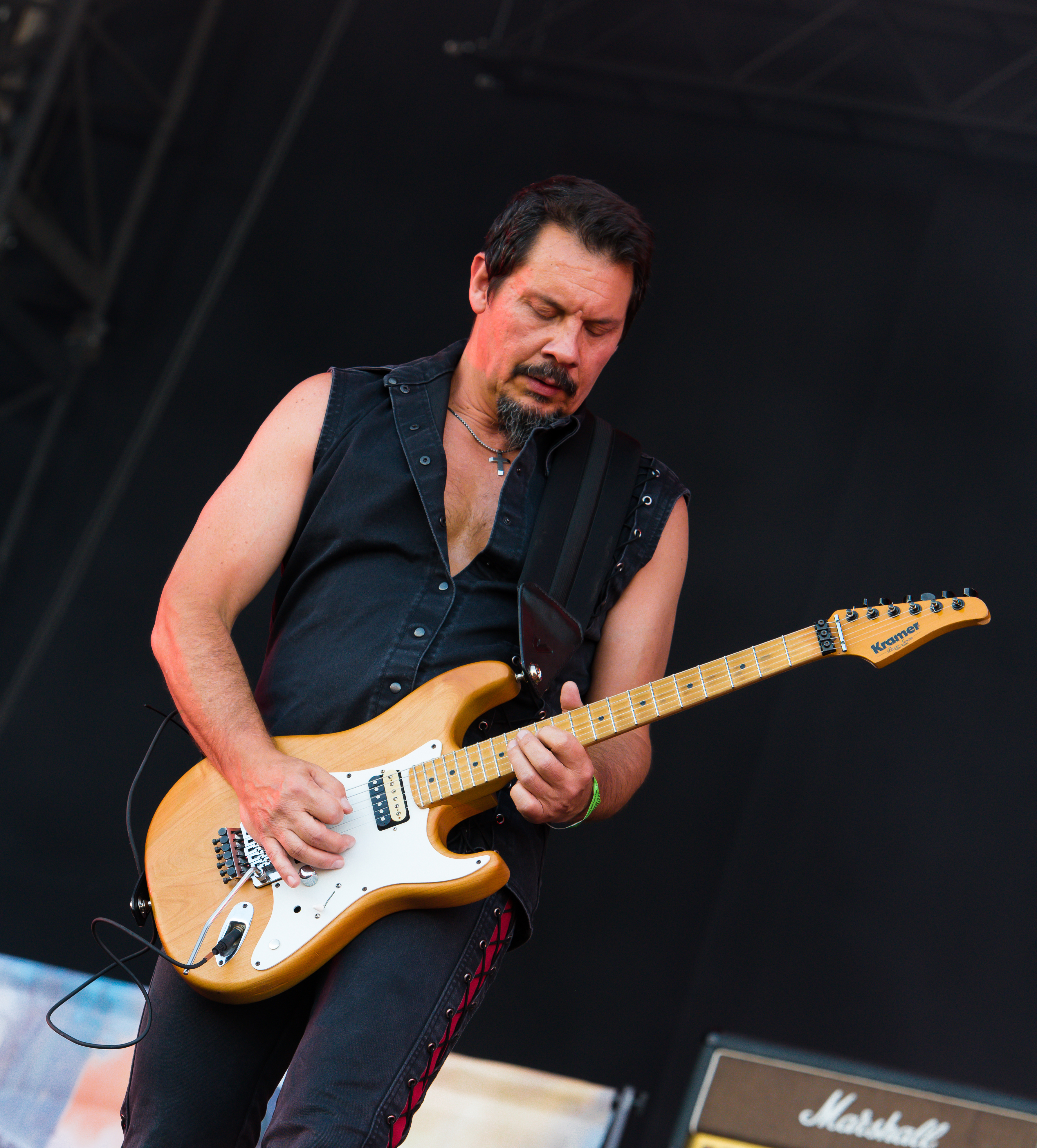
マイク・フリンツ(G) 2018年
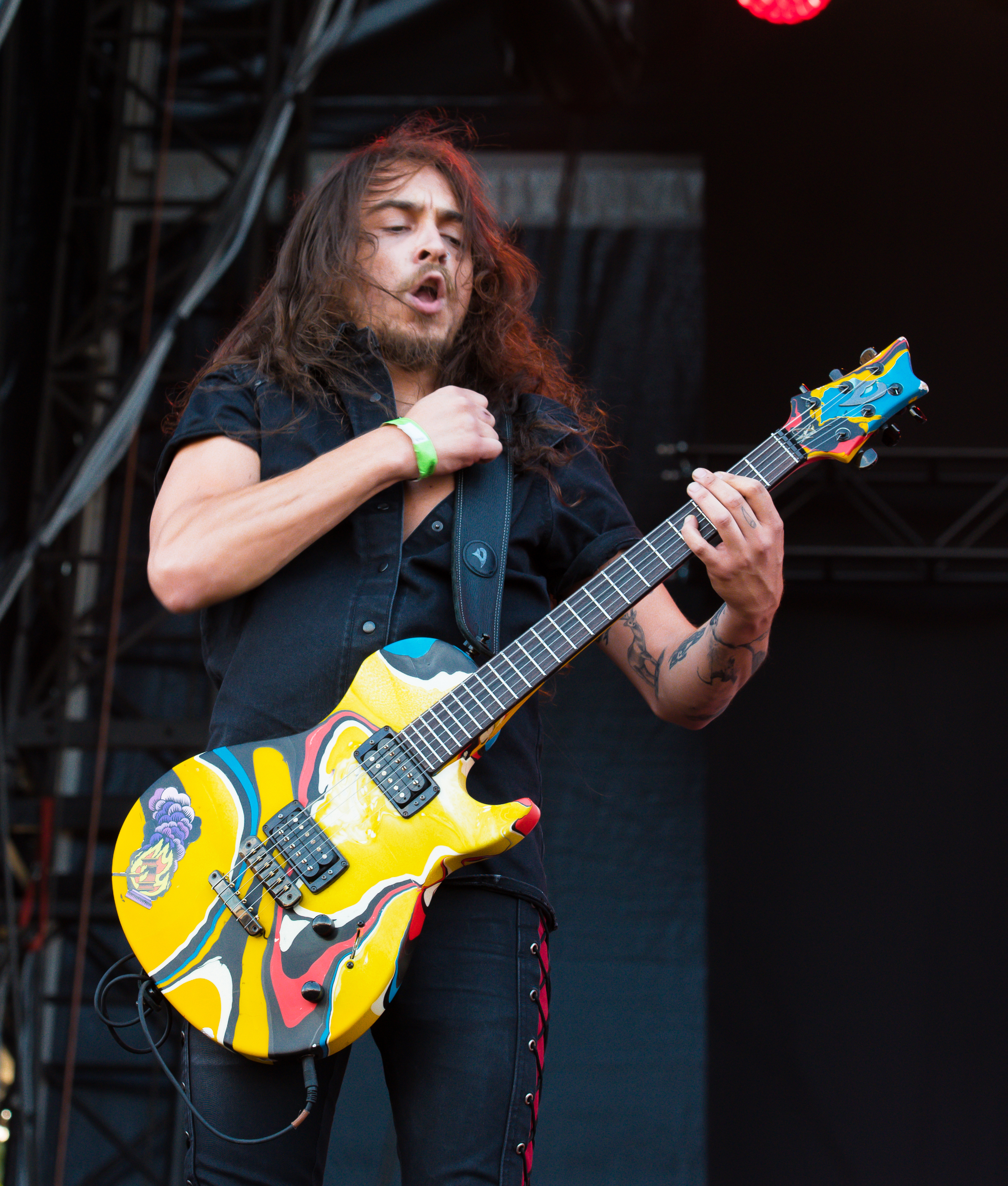
ニック・リー(G) 2018年
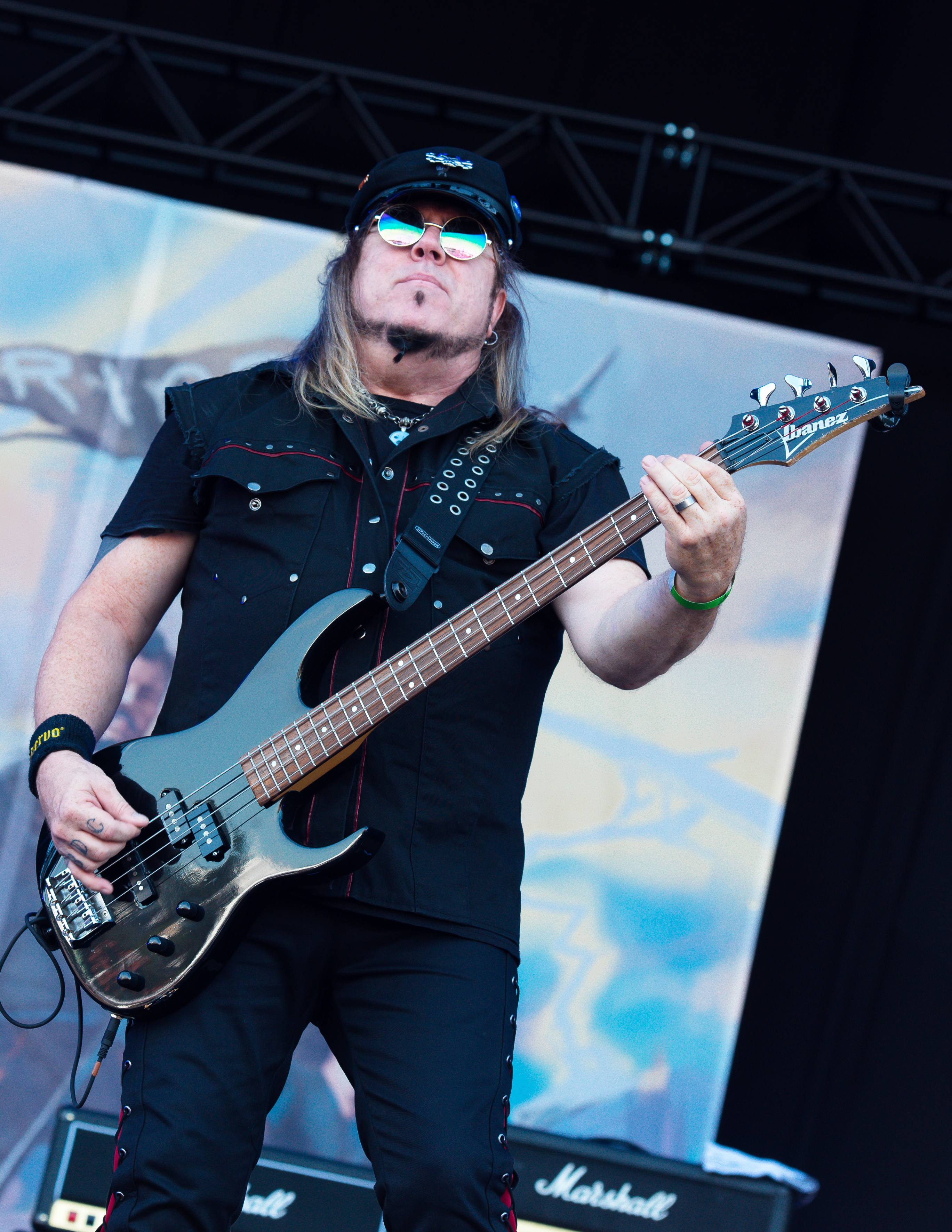
ドン・ヴァン・スタヴァン(B) 2018年

### 旧メンバー
ボーカル
- ガイ・スペランザ　Guy Speranza (1975-1981) - ♱RIP.2003
- レット・フォリスター　Rhett Forrester (1981-1984, 1986) - ♱RIP.1994
- ハリー・コンクリン　Harry "THE TYRANT" Conklin (1986)[42]
- トニー・ムーア　Tony Moore (1986-1992, 2008-2009, 2010-2012)
- マイク・ディメオ　Mike DiMeo (1991-2007)
- マイク・ティレリ　Mike Tirelli (2005-2008)

ギター
- マーク・リアリ　Mark Reale (1975-1984, 1986-Eternal) - ♱RIP.2012
- L.A.クヴァリス　L.A. Kouvaris (1975-1978) - ♱RIP.2020
- リック・ヴェンチュラ　Rick Ventura (1978-1984)

ベース
- フィル・フェイト　Phil Feit (1975-1976)
- ジミー・アイオミ　Jimmy Iommi (1976-1980)
- キップ・レミング　Kip Leming (1980-1984)
- ピート・ペレス　Pete Perez (1990-2008)

ドラムス
- ピーター・ビテリ　Peter Bitelli (1975-1981)
- サンディ・スレイヴィン　Sandy Slavin (1981-1984, 1986)
- マーク・エドワーズ　Mark Edwards (1986-1987)[43]
- ボビー・ジャーゾンベク　Bobby Jarzombek (1987-1994, 1997-1999, 2008-2014)
- ジョン・マカルーソ　John Macaluso (1994-1997)
- パット・マグラス　Pat Magrath (1999-2000)
- ボビー・ロンディネリ　Bobby Rondinelli (2000-2002)

キーボード
- スティーブン・コステロ　Stephen Costello (1975)

## ディスコグラフィー

### オリジナルアルバム
1. 1977年 ロック・シティ - ROCK CITY ※旧邦題:『怒りの廃墟』
2. 1979年 ナリタ - NARITA
3. 1981年 ファイアー・ダウン・アンダー - FIRE DOWN UNDER
4. 1982年 レストレス・ブリード - RESTLESS BREED ※旧邦題:『非常警戒』
5. 1983年 ボーン・イン・アメリカ - BORN IN AMERICA
6. 1988年 サンダースティール - THUNDERSTEEL
7. 1990年 ザ・プリヴィレッジ・オブ・パワー - THE PRIVILEGE OF POWER
8. 1993年 ナイトブレイカー - NIGHTBREAKER
9. 1995年 ブレズレン・オブ・ザ・ロング・ハウス - THE BRETHREN OF THE LONG HOUSE
10. 1997年 イニッシュモア - INISHMORE
11. 1999年 サンズ・オブ・ソサエティ - SONS OF SOCIETY
12. 2002年 スルー・ザ・ストーム - THROUGH THE STORM
13. 2006年 アーミー・オブ・ワン - ARMY OF ONE
14. 2011年 イモータル・ソウル - IMMORTAL SOUL
15. 2014年 アンリーシュ・ザ・ファイア - UNLEASH THE FIRE
16. 2018年 アーマー・オブ・ライト - ARMOR OF LIGHT
17. 2024年 ミーン・ストリーツ - MEAN STREETS

### ライヴアルバム
1. 1982年 RIOT LIVE (US&Europe)
2. 1989年 ライオット・ライヴ - RIOT LIVE
3. 1992年 ライオット・イン・ジャパン〜ライヴ!! - RIOT IN JAPAN…LIVE!
4. 1998年 シャイン・オン - SHINE ON
5. 2017年 The Official Bootleg Box Set Volume 1 (1976-1980)
6. 2017年 The Official Bootleg Box Set Volume 2 (1980-1990)
7. 2018年 LIVE AT KEEP IT TRUE FESTIVAL 2015[44]
8. 2019年 LIVE IN JAPAN 2018 (Bul-Ray / DVD / CD)
9. 2019年 Live In America: The Official Bootleg Box Set Volume 3 (1981-1988)

### ミニアルバム/マキシ・シングル
1. 1981年 OUTLAW
2. 1985年 WARRIOR(LIVE)
3. 1997年 ANGEL EYES
4. 2005年 THE TYRANT SESSIONS[45]

### ベストアルバム
1. 1994年 グレイテスト・ヒッツ'78〜'90 - GREATEST HITS '78-'90[46]

### レア音源集
1. 2018年 Archives Volume 1: 1976-1981
2. 2019年 Archives Volume 2: 1982-1983
3. 2019年 Archives Volume 3: 1987-1988
4. 2019年 Archives Volume 4: 1988-1989
5. 2020年 Rock World (Rare & Unreleased 87-95)
6. 2020年 Archives Volume 5: 1992-2005

### トリビュートアルバム
1. 2015年 サンダー・アンド・スティール・ダウン・アンダー - THUNDER AND STEEL DOWN UNDER

## 来日公演
- 1989年

12/11 毎日ホール (大阪)
12/12 クラブチッタ (川崎)
12/14,15,16 MZA有明 (東京)
- 1990年

6/12 川崎市立教育文化会館 (川崎)
6/13 簡易保険ホール (東京)
6/14 神戸国際会館 (神戸)
6/17,19 渋谷公会堂 (東京)
- 1994年

12/12,13 クラブチッタ (川崎)
12/15 W'OHOL (大阪)
- 1996年

4/2 クロッシングホール (福岡)
4/3 バッドランド (広島)
4/5 ボトムライン (名古屋)
4/6,7 AMホール (大阪)
4/9 ビーブベースメントシアター (仙台)
4/10 ペニーレーン24 (札幌)
4/12,13,14 クラブチッタ (川崎)
- 1998年

1/28 梅田ヒートビート (大阪)
1/29 ボトムライン (名古屋)
1/31,2/1 クラブチッタ (川崎)
2/2 ビーブベースメントシアター (仙台)
- 2005年

9/1,2,3 池袋LIVE INN ROSA (東京)
- 2007年

4/18,19 渋谷クラブクアトロ (東京)
- 2009年

10/23 Shangri-La (大阪)
10/24,25 クラブチッタ (川崎)
- 2014年

10/19 さいたまスーパーアリーナ (埼玉)
- 2015年

9/3 心斎橋soma (大阪)
9/4 大須 RAD HALL (名古屋)
9/6 クラブチッタ (川崎)
- 2016年

10/9 さいたまスーパーアリーナ (埼玉)
- 2018年

3/10,11 クラブチッタ (川崎)
9/23  Zepp DiverCity Tokyo (東京)
- 2019年

10/5,6 クラブチッタ (川崎)
- 2024年

7/20 クラブチッタ (川崎)（O.A. LOUDSTORM）
7/22 渋谷クラブクアトロ (東京)

## 関連バンド
- Westworld / Mark Reale
- Spastic Ink / Pete Perez、Bobby Jarzombek
- Sebastian Bach / Bobby Jarzombek
- Fates Warning / Bobby Jarzombek
- Halford / Bobby Jarzombek
- Iced Earth / Bobby Jarzombek
- Juggernaut / Bobby Jarzombek
- The Lizards / Mike Dimeo
- MasterPlan / Mike Dimeo
- TNT / John Macaluso
- Virgin Steele / Frank Gilchriest
- Pitbull Daycare / Don Van Stavern
- S.A.Slayer / Don Van Stavern
- Leatherwolf /  Pete Perez
- Holy Mother /  Frank Gilchriest, Mike Tirelli
- Faith and Fire / Tony Moore, Mike Flyntz
- Jack Starr's Burning Starr /Mike Tirelli , Todd Michael Hall , Mark Edwards
- Lion / Mark Edwards

## 公式サイト
- 公式サイト
- ライオット (riotrockcity) - Facebook
- Mark Reale The Official Web Site